# Bågmal
Bågmal (Corydoras arcuatus) är en fiskart som beskrevs av Elwin, 1938. Bågmal ingår i släktet Corydoras och familjen Callichthyidae. Inga underarter finns listade.